# USS LST-22
O USS LST-22 foi um navio de guerra norte-americano da classe LST que operou durante a Segunda Guerra Mundial.